# ایزابلا کرونا
ایزابلا کرونا (انگلیسی: Isabela Corona; ۲ ژوئیهٔ ۱۹۱۳ – ۸ ژوئیهٔ ۱۹۹۳) بازیگر اهل مکزیک بود.